# Laguna Blanca (ort i Argentina, Río Negro, lat -40,73, long -69,85)
Laguna Blanca är en ort i Argentina.   Den ligger i provinsen Río Negro, i den sydvästra delen av landet, 1 200 km sydväst om huvudstaden Buenos Aires. Laguna Blanca ligger 1 258 meter över havet och antalet invånare är 102.
Terrängen runt Laguna Blanca är huvudsakligen platt, men åt sydväst är den kuperad. Terrängen runt Laguna Blanca sluttar söderut. Trakten runt Laguna Blanca är nära nog obefolkad, med mindre än två invånare per kvadratkilometer..
Omgivningarna runt Laguna Blanca är i huvudsak ett öppet busklandskap.